# 維齊 (緬因州)
維齊（英語：Veazie）是一個位於美國緬因州佩諾布斯科特縣的鎮。

## 人口
根據2020年美國人口普查的數據，維齊的面積為8.34平方千米，當中陸地面積為7.85平方千米，而水域面積為0.49平方千米。當地共有人口1814人，而人口密度為每平方千米218人。